# Бочкарёв, Василий Никифорович
Васи́лий Ники́форович Бочкарёв (1915—1997) — сержант Рабоче-крестьянской Красной Армии, участник Великой Отечественной войны, Герой Советского Союза (1944).

## Биография
Родился 21 января 1915 года в селе Новая Кутля (ныне — Лунинский район Пензенской области) в крестьянской семье. Получил начальное образование, с 1935 года проживал в Москве, работал на кирпичном заводе в Верхних Котлах. В 1940 году был призван на службу в Рабоче-крестьянскую Красную Армию. Проходил службу под Смоленском. С начала Великой Отечественной войны на её фронтах. Участвовал в Смоленском сражении, боях подо Ржевом и Белым, дважды был ранен. Летом 1943 года принимал участие в Курской битве, затем в освобождении Сум. К сентябрю 1943 года командовал миномётным расчётом 1140-го стрелкового полка 340-й стрелковой дивизии 38-й армии Воронежского фронта. Отличился во время битвы за Днепр.
В ночь с 30 сентября на 1 октября 1943 года в составе группы переправился через Днепр в районе села Борки Вышгородского района Киевской области Украинской ССР. Оказавшись на западном берегу, группа штурмом заняла немецкие окопы и, установив миномёты, открыла огонь по огневым точкам противника. 2 октября группа отбила 6 немецких контратак, в живых осталось всего 4 бойца. Когда во второй половине того же дня немецкие подразделения предприняли очередную контратаку, Василий Бочкарёв, перенеся миномёт на новое место, открыл огонь из миномёта по наступающим. Израсходовав мины, он продолжал вести огонь из карабина. К тому моменту, как к нему на помощь подошёл стрелковый батальон, единственный из всей группы остался в живых. Перед его позицией было обнаружено 38 трупов немецких солдат и офицеров.
Указом Президиума Верховного Совета СССР «О присвоении звания Героя Советского Союза генералам, офицерскому, сержантскому и рядовому составу Красной Армии» от 10 января 1944 года за «образцовое выполнение боевых заданий командования на фронте борьбы с немецко-фашистскими захватчиками и проявленные при этом отвагу и геройство» удостоен высокого звания Героя Советского Союза с вручением ордена Ленина и медали «Золотая Звезда» за номером 2393.
Участвовал в освобождении Киева, освобождении Правобережной Украины. В 1944 году вступил в ВКП(б). Во время боёв в Карпатах получил ранение и контузию. После выздоровления вернулся в строй, участвовал в освобождении Польши и Чехословакии. После окончания войныбыл демобилизован и вернулся на родину. Проживал в посёлке Лунино, работал в колхозе, затем в лесничестве, мехлесхозе. В 1971 году вышел на пенсию. Проживал в Стерлитамаке, скончался 26 июля 1997 года, похоронен в Лунино.
Был также награждён орденом Отечественной войны 1-й степени и рядом медалей. 
Память
В память о Бочкарёве на здании лесхоза в Лунино установлена мемориальная доска.